# Петухов, Дмитрий Ефимович
Дмитрий Ефимович Петухов (21 сентября 1899, Маншино, Ивановская Промышленная область — 1968) — генерал-лейтенант технических войск, начальник Военной академии РХБЗ и инженерных войск.

## Биография
Родился 21 сентября (4 октября) 1899 года в деревне Маншино Переславского уезда Владимирской губернии (ныне Переславского района Ярославской области).
В 1911 году окончил сельскую школу.
В РККА с 15 мая 1919 года. Член ВКП(б) с 1919 года.
Окончил Высшую военно-химическую школу в Петрограде.
В начале 1930-х годов - командир 1-го отдельного химического полка в МВО.
В 1936 году окончил командный факультет Военно-химической академии РККА.
12 августа 1941 года присвоено звание генерал-майор технических войск.
В 1942 году назначен начальником Военной академии РХБЗ и инженерных войск.
Участник Парада Победы 24 июня 1945 года.
5 июля 1946 года присвоено звание генерал-лейтенант технических войск.
С 30 января 1960 года — на пенсии.
Умер 17 марта 1968 года в Москве. Похоронен на Донском кладбище.